# Марк Клавдий Марцел (консул 196 пр.н.е.)
Вижте пояснителната страница за други личности с името Марк Клавдий Марцел.
Марк Клавдий Марцел (на латински: Marcus Claudius Marcellus; † 177 пр.н.е.) e политик на Римската република.

## Биография
Произлиза от плебейския клон Марцел на патрицианската фамилия Клавдии. Син е на Марк Клавдий Марцел (генерал).
През 208 пр.н.е. той служи като военен трибун при баща си. Същата година баща му умира в битка, а младият Марцел е тежко ранен. Въперки това той получава заповед от консул Тит Квинкций Криспин да заведе легионите на баща си в по-сигурната Венузия.
През 204 пр.н.е. той е избран за службата на народен трибун (tribunus plebis). След четири години му дават службата едил (aedilis curulis) заедно с колега Секст Елий Пет Кат. Кариерата (cursus honorum) му продължава и през 198 пр.н.е. става претор на Сицилия.
През 196 пр.н.е. Марцел е избран за консул заедно с Луций Фурий Пурпурион. Планът му да продължи Македонските войни не се приема и той е изпратен в Цизалпийска Галия, където води войни с различни галски племена. Има победи с инсубрите и с колегата си има успехи против боиите и лигурите. След това празнува триумф. Същата година е избран за понтифекс.
През 193 пр.н.е. той служи при консул Луций Корнелий Мерула и те имат победа против боиите при Мутина. През 189 пр.н.е. Марцел става цензор заедно с Тит Квинкций Фламинин.
Умира през 177 пр.н.е.